# Junkers Jumo 022
El Junkers Jumo 022 fue un turborreactor alemán con un compresor axial de múltiples etapas y turbina de dos etapas, desarrollado en la Segunda Guerra Mundial. Sólo se construyó un ejemplar.

## Historia
El proyecto recibió la designación del RLM 109-022 (el prefijo 109 - era común a todos los proyectos de motor a reacción).
Desarrollado por Junkers Motoren (JuMo) en 1944, este fue un proyecto final de motor Junkers antes de que se acabara la guerra. Basado en el Jumo 012, fue diseñado para usar engranajes contra rotatorios.

## Producción
Un solo motor fue construido antes del término de la guerra, pero jamás fue probado. 

## Cae en manos soviéticas
En 1947, los soviéticos tenían en su poder al equipo de diseño Junkers en la Unión Soviética y les ordenaron desarrollar este motor. En 1950, el primer 022 estaba listo para las pruebas estáticas con la designación TV-2 o TV-12.

## Alcanza su madurez
Hacia 1951 el motor alcanzaba los 5.050 hp y en 1955, los 7.650 hp, como el TV-2M. EN este momento eran dos TV-2 funcionando en paralelo, con la designación 2TV-2F. Este motor alcanzaba los 12.000 hp.

## El motor de turbohélice más longevo
En 1954, la designación cambió a NK-12, Kuznetzov NK–12 (https://en.wikipedia.org/wiki/Kuznetsov_NK-12), usados en el Tupolev Tu-114, y más tarde se desarrolló a partir de este el NK-16, el cual desarrollaba más de 18.100 hp. EL motor fue incorporado a muchos aviones soviéticos, como el Antonov An-22, TU-114, TU-95, TU-142, los cuales continúan volando hoy día, lo que convierte al Junkers Jumo 022 en el diseño más longevo de motor jet, por más de 60 años.